# WEBrick
WEBrick ist eine freie Ruby-Programmbibliothek, die einen HTTP-Webserver zur Verfügung stellt. WEBrick wurde hauptsächlich von Takahashi Masayoshi und Gotou Yuuzou entwickelt, wobei es auf Grund des quelloffenen Modells auch Beiträge von vielen anderen Entwicklern gab. Die Software wird unter den gleichen Lizenzen wie Ruby (Ruby-Lizenz und GPL) veröffentlicht. Von Ruby 1.8.0 bis 2.7.2 war es Bestandteil der Standardbibliothek.
Der Webserver läuft in der Regel auf Port 3000.